# Syväjärvi (Övertorneå socken, Norrbotten, 743438-183940)
Syväjärvi är en sjö i Övertorneå kommun i Norrbotten och ingår i Torneälvens huvudavrinningsområde. Sjön har en area på 0,66 kvadratkilometer och ligger 187 meter över havet.

## Delavrinningsområde
Syväjärvi ingår i det delavrinningsområde (743515-183806) som SMHI kallar för Utloppet av Syväjärvi. Medelhöjden är 214 meter över havet och ytan är 4,55 kvadratkilometer. Det finns inga avrinningsområden uppströms utan avrinningsområdet är högsta punkten. Vattendraget som avvattnar avrinningsområdet har biflödesordning 3, vilket innebär att vattnet flödar genom totalt 3 vattendrag innan det når havet efter 148 kilometer. Avrinningsområdet består mestadels av skog (70 procent). Avrinningsområdet har 0,66 kvadratkilometer vattenytor vilket ger det en sjöprocent på 14,5 procent.